# Maria Teresa de Croÿ
Maria Teresa Croÿ-Havré (3 de novembro de 1673 - 20 de março de 1714) foi duquesa e condessa de Hesse-Darmstadt por seu casamento com o conde Filipe.